# Kerr-Metrik
Die Kerr-Metrik (nach Roy Kerr, der sie 1963 veröffentlicht hat) ist eine stationäre und axialsymmetrische Vakuumlösung der einsteinschen Feldgleichungen. Sie beschreibt die Raumzeit und damit auch das Gravitationsfeld eines ungeladenen und rotierenden Schwarzen Loches.
Im Gegensatz zur Schwarzschild-Metrik, die auch im Außenbereich eines nichtrotierenden und sphärisch-symmetrischen Körpers beliebiger Ausdehnung gilt (und damit nicht nur für Schwarze Löcher, sondern auch für Sterne), beschreibt die Kerr-Metrik im Wesentlichen die Raumzeit eines Schwarzen Lochs, denn schnell rotierende Sterne haben oft ein nicht zu vernachlässigendes Multipolmoment und unterschiedliche Dichtegradienten, sodass sich ihre Raumzeit-Geometrie erst in einem gewissen Abstand von ihrer Oberfläche der Kerr-Metrik annähert.
Jeweils kurz nach der Entdeckung der Schwarzschild- bzw. Kerr-Metrik wurden auch die zugehörigen Verallgemeinerungen für den Fall von elektrisch geladenen Schwarzen Löchern gefunden.

## Parameter
Die Kerr-Metrik enthält neben den vier raumzeitlichen Koordinaten noch zwei Parameter:
- {\displaystyle M} steht für die gravitierende Masse inklusive der Rotationsenergie.
- {\displaystyle a} wird Kerr-Parameter oder auch Spinparameter genannt. In geometrisierten Einheiten mit {\displaystyle G=c=1} (Gravitationskonstante {\displaystyle G}, Lichtgeschwindigkeit {\displaystyle c}) berechnet sich der Drehimpuls {\displaystyle J} des Schwarzen Loches gemäß {\displaystyle J=a\cdot M\Leftrightarrow a={\tfrac {J}{M}}}.

Wird einem Schwarzen Loch mithilfe des Penrose-Prozesses seine gesamte Rotationsenergie entzogen, so reduziert sich seine gravitierende Masse {\displaystyle M} auf die irreduzible Masse {\displaystyle M_{\mathrm {ir} }}; {\displaystyle M} ist also eine Funktion der irreduziblen Masse und des Drehimpulses:
{\displaystyle M=f(M_{\mathrm {ir} },J)}
Vom Nordpol aus betrachtet beschreibt:
- ein positiver Drehimpuls eine Rotation gegen den Uhrzeigersinn
- ein negativer Drehimpuls eine Rotation im Uhrzeigersinn.

## Koordinaten
In den folgenden Abschnitten werden für die weitere Beschreibung der Eigenschaften eines rotierenden Schwarzen Loches immer geometrisierte Einheiten und Boyer-Lindquist-Koordinaten verwendet. Boyer-Lindquist-Koordinaten sind verallgemeinerte Kugelkoordinaten. Diese enthalten neben einer zeitartigen Koordinate {\displaystyle t} demnach auch eine radiale Koordinate {\displaystyle r}, die im Folgenden häufig verwendet wird.
Die Polstellen der Kerr-Metrik in Boyer-Lindquist-Koordinaten sind nur durch die spezielle Wahl der Koordinaten begründet; das gilt auch für die Polstellen der Schwarzschild-Metrik in Schwarzschildkoordinaten. Durch eine andere Wahl der Koordinaten kann die Raumzeit der Kerr-Metrik bis in das Innere der Ereignishorizonte stetig und ohne Polstellen in der Metrik beschrieben werden.

## Besondere Flächen
Die Raumzeit, die durch die Kerr-Metrik beschrieben wird, besitzt aufgrund der Nullstellen im Nenner der Komponenten des metrischen Tensors einige Besonderheiten, die näher untersucht werden können.
Genau wie bei einem ungeladenen und nicht-rotierenden Schwarzen Loch (Schwarzschild-Metrik) gibt es auch hier lichtartige und stationäre Untermannigfaltigkeiten. Eine dieser Untermannigfaltigkeiten bildet einen physikalisch bedeutsamen Ereignishorizont, weil der Lichtkegel aller Punkte auf dieser Fläche komplett auf der Innenseite dieser Fläche liegt. Demnach können Lichtstrahlen den Ereignishorizont nur in Richtung hin zur Singularität bei {\displaystyle r=0} verlassen.
Neben dem Ereignishorizont gibt es noch eine zweite physikalisch bedeutsame Fläche, die Ergosphäre, die ebenfalls im Folgenden näher beschrieben wird.
Weiterführende Rechnungen zeigen, dass nur der äußere Ereignishorizont und die äußere Ergosphäre eine eigentliche physikalische Bedeutung haben, der innere Ereignishorizont und die innere Ergosphäre jedoch nicht.
Um eine anschauliche Vorstellung von der Form der besonderen Flächen zu bekommen, kann man
- Koordinaten mit einer anschaulichen Bedeutung verwenden, wie die #Kerr-Schild-Koordinaten; diese werden in den folgenden Grafiken zur Darstellung des metrischen Tensors verwendet.
- das Krümmungsverhalten der besonderen Flächen untersuchen; eine Beschreibung des Krümmungsverhaltens kann den angegebenen Referenzen entnommen werden.[7][6]

### Ereignishorizont

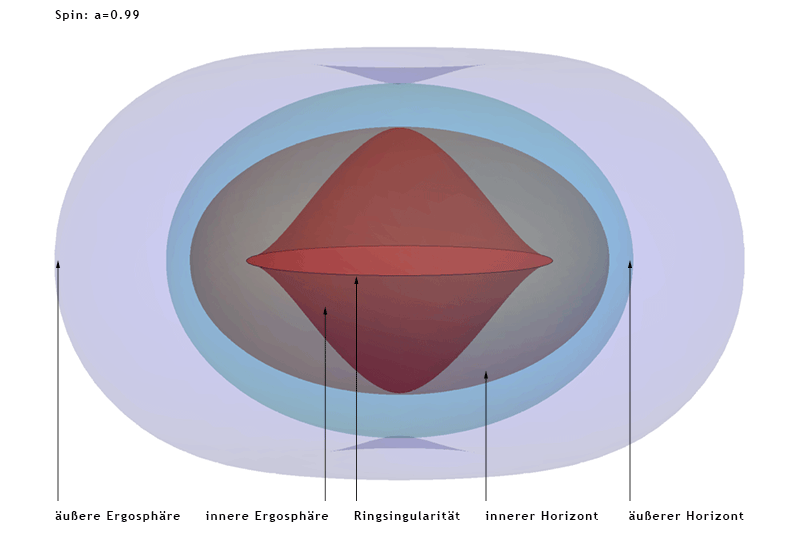
Geometrische Darstellung der Ereignishorizonte und Ergosphären der Kerr-Raumzeit in Kerr-Schild-Koordinaten. Die Ringsingularität liegt an der äquatorialen Ausbuchtung der inneren Ergosphäre bei

Größenvergleich des Schattens (schwarz) und der besonderen Flächen (weiß) eines Schwarzen Lochs. Der Spinparameter läuft von 0 bis wobei die linke Seite des Schwarzen Lochs auf den Beobachter zu rotiert.

In Boyer-Lindquist-Koordinaten entarten die oben angegebenen Komponenten des metrischen Tensors auf mehreren Flächen. Mit den Bezeichnungen von oben kann z. B. der Nenner der rein radialen Komponente {\displaystyle g_{rr}} gleich Null werden, wenn {\displaystyle \Delta =0} gesetzt und nach {\displaystyle r} aufgelöst wird. Die beiden Ereignishorizonte liegen damit auf
{\displaystyle r_{\text{H}}^{\pm }=M\pm {\sqrt {M^{2}-a^{2}}}.}
Die beiden Flächen, die durch die Werte von {\displaystyle r_{\text{H}}^{\pm }} definiert werden, werden bezeichnet als:
- äußerer Ereignishorizont {\displaystyle r_{\text{H}}^{+}=M+{\sqrt {M^{2}-a^{2}}}}
- innerer Ereignishorizont  {\displaystyle r_{\text{H}}^{-}=M-{\sqrt {M^{2}-a^{2}}}}.

Der Wert unter der Wurzel wird nicht negativ, solange die irreduzible Masse und der Kerr-Parameter als unabhängige physikalische Parameter vorausgesetzt werden.
- Bei maximaler Rotation fallen beide Werte mit dem Gravitationsradius {\displaystyle r_{G}=M} zusammen:

{\displaystyle a=M\Rightarrow r_{\text{H}}^{\pm }=r_{G}=M}
- Bei minimaler Rotation fällt der äußere Horizont zusammen mit dem Schwarzschild-Radius {\displaystyle r_{s}}, der innere Horizont verschwindet ins Zentrum:

{\displaystyle a=0\Rightarrow r_{\text{H}}^{+}=r_{s}=2r_{G}=2M;\quad r_{\text{H}}^{-}=0}
Obwohl die radiale Koordinate {\displaystyle r} bei beiden Ereignishorizonten einen konstanten Wert besitzt, weicht das geometrische Krümmungsverhalten der Ereignishorizonte stark vom Krümmungsverhalten einer Kugeloberfläche ab.
Der innere Ereignishorizont, bei dem es sich um einen Cauchy-Horizont handelt, entzieht sich der direkten Beobachtung, solange für den Spinparameter {\displaystyle a\leq M} gilt. Da die Raumzeit im Inneren desselben extrem instabil ist, gilt es als eher unwahrscheinlich, dass sich ein solcher bei einem realen Kollaps eines Sterns tatsächlich ausbildet.

### Ergosphäre
Zwei weitere Flächen ergeben sich in Boyer-Lindquist-Koordinaten aufgrund eines Vorzeichenwechsels der zeitartigen Komponente {\displaystyle g_{tt}}. Die Bedingung {\displaystyle g_{tt}=0} führt hier erneut auf eine quadratische Gleichung mit den Lösungen
{\displaystyle r_{\text{E}}^{\pm }=M\pm {\sqrt {M^{2}-a^{2}\cdot \cos ^{2}\theta }}}
Diese zwei Flächen können wegen des Terms {\displaystyle \cos ^{2}\theta } unter der Wurzel bei geringem Spinparameter als abgeflachte Sphären bzw. Rotationsellipsoide dargestellt werden. Die äußere Fläche berührt dabei den äußeren Ereignishorizont an den zwei Polen, die durch die Rotationsachse definiert werden; die beiden Pole entsprechen einem Zenitwinkel {\displaystyle \theta } von {\displaystyle 0} bzw. {\displaystyle \pi }.
Bei einem höheren Spinparameter beult sich die Ergosphäre von den Polen weg auch auf der z-Achse kürbisförmig aus, während der innere Ereignishorizont auf den äußeren zu konvergiert und bei {\displaystyle a=M} mit diesem zusammenfällt.
Der Raum zwischen den zwei äußeren Flächen mit {\displaystyle r=r_{\text{H}}^{\text{+}}} und {\displaystyle r=r_{\text{E}}^{\text{+}}} wird Ergosphäre genannt. Für ein massebehaftetes Teilchen ist das Linienelement {\displaystyle \mathrm {d} s^{2}} entlang seiner Weltlinie negativ. Da innerhalb der Ergospäre die Komponente {\displaystyle g_{tt}} der Metrik positiv ist, ist dies jedoch nur dann möglich, wenn das Teilchen mit einer gewissen Mindest-Winkelgeschwindigkeit {\displaystyle \Omega } mit der inneren Masse {\displaystyle M} mitrotiert. Es kann deshalb innerhalb der Ergosphäre keine Teilchen geben, die ruhen oder sich in entgegengesetzter Richtung zu der Masse auf der Ringsingularität drehen, da die lokale Transversalgeschwindigkeit {\displaystyle v_{\mathrm {zamo} }=\Omega \ {\bar {R}}\ \varsigma } des Raumzeitstrudels (der Frame-Dragging-Effekt) ab dem äußeren Rand der Ergosphäre größer gleich der Lichtgeschwindigkeit {\displaystyle c} ist (Index zamo siehe #Mitbewegte Inertialsysteme).

### Schatten
Beim Schatten eines Schwarzen Lochs handelt es sich um den schwarzen Bereich, den ein Beobachter an der Stelle sieht, wo sich das Schwarze Loch befindet. Es handelt sich also um die scheinbare Ausdehnung des Schwarzen Lochs, die aufgrund der starken Krümmung der Raumzeit in der Nähe des Schwarzen Loches immer größer als der äußere Ereignishorizont ist.
Der Umriss des Schattens kann entweder mit numerischer Integration der lichtartigen Geodäten oder auch durch fouriertransformierte Limaçons berechnet werden.
Der Beobachter wird im Folgenden als in weiter Entfernung vom Schwarzen Loch und stationär angenommen. {\displaystyle \theta } bezeichnet den Polarwinkel der Position des Beobachters; {\displaystyle \theta =0} und {\displaystyle \theta =\pi } entspricht also einer Position auf der Symmetrieachse der betrachteten Raumzeit, {\displaystyle \theta =\pi /2} dagegen einer Position in der äquatorialen Ebene. Die Wellenlänge des Lichts wird im Vergleich zum Gravitationsradius als vernachlässigbar klein betrachtet.
Die Konturlinien sind gegeben durch
{\displaystyle 0=(x^{2}+z^{2}-x\ A)^{2}-B^{2}\ (x^{2}+z^{2})}
mit den beiden Parametern
{\displaystyle A=\alpha \sin \theta +{\bar {a}}\sin ^{3}\theta \cos ^{2}\theta /5}
{\displaystyle B=\beta +0{,}23\cos ^{4}\theta \ (1-{\sqrt {1-{\bar {a}}^{4}}}),}
die noch vom Kerrparameter und der Position des Beobachters abhängen. Ferner gilt noch die folgende Reihenentwicklung
{\displaystyle {\begin{aligned}\alpha =&-8892{,}68{\bar {a}}^{10}+30413{,}2{\bar {a}}^{9}-46107{,}4{\bar {a}}^{8}+\\&+37064{,}7{\bar {a}}^{7}-18685{,}4{\bar {a}}^{6}+4666{,}5{\bar {a}}^{5}-3894{,}54{\bar {a}}^{4}+\\&+49{,}5645{\bar {a}}^{3}-9672{,}25{\bar {a}}^{2}+2{,}27392{\bar {a}}+9669{,}01{\bar {a}}\ \tan({\bar {a}})\end{aligned}}}
{\displaystyle \beta =5{,}19058-0{,}343743{\bar {a}}\ \tan({\bar {a}})+0{,}0284803{\bar {a}}-0{,}0470795{\bar {a}}^{\ 27{,}5224}\tan({\bar {a}})}
mit {\displaystyle {\bar {a}}=a/M}, wodurch die beobachteten Längenmaßstäbe hier in Einheiten von {\displaystyle GM/c^{2}} betrachtet werden.
Der beobachtete Radius des Schattens in Polarkoordinaten ist damit {\displaystyle r_{\mathrm {obs} }=A\cos \vartheta +B}.
- Aus der polaren Ansicht bei {\displaystyle \theta =0} rotiert das Schwarze Loch aus der Sicht des Beobachters gegen den Uhrzeigersinn
- aus dem Blickwinkel {\displaystyle \theta =\pi } dagegen im Uhrzeigersinn.

Der beobachtete Radius des Schattens eines nichtrotierenden Schwarzen Lochs liegt damit bei bzw. knapp über {\displaystyle {\sqrt {27}}GM/c^{2}\approx 5GM/c^{2}}.
Das trifft auch für rotierende Schwarze Löcher zu, wenn diese aus der polaren Perspektive betrachtet werden. Je weiter die Position des Beobachters jedoch in der äquatorialen Ebene liegt, umso stärker wird die asymmetrische Verzerrung:
- auf der dem Beobachter entgegenrotierenden Seite wird der Schatten eingedellt,
- auf der von ihm wegrotierenden Seite ausgebeult.

## Drehimpuls
Für {\displaystyle a>M} würde sich theoretisch eine nackte Singularität bilden. Kip Thorne folgerte aber bereits 1974 aus Computersimulationen, dass Schwarze Löcher diesen Grenzwert nicht erreichen; seine Simulationen deuteten damals auf einen maximalen Kerrparameter von {\displaystyle a\approx 0{,}998M}. Simulationen zur Kollision zweier Schwarzer Löcher bei hohen Energien von 2009 von E. Berti und Kollegen zeigten, dass der Grenzwert mit {\displaystyle a=0{,}95M} zwar fast erreicht, aber nicht überschritten wird, da Energie und Drehimpuls durch Gravitationswellen abgestrahlt werden. Allgemein wird auch aufgrund der Cosmic-Censorship-Hypothese davon ausgegangen, dass der Grenzwert prinzipiell nicht überschritten werden kann.
Diese Begrenzung für Schwarze Löcher gilt nicht für Sterne und andere Objekte mit einer Ausdehnung, die signifikant größer ist als ihr äußerer Ereignishorizont. Bevor solche Objekte zu einem Schwarzen Loch kollabieren, müssen sie also einen Teil ihres Drehimpulses abgeben, bis der Kerrparameter des resultierenden Schwarzen Lochs dann bei {\displaystyle a<M} liegt.
Messungen des Drehimpulses von Schwarzen Löchern wurden beispielsweise im Kern der Spiralgalaxie NGC 1365 oder Markarian 335 durchgeführt.

## Linienelement
Im Artikel wird, wie häufig in der Allgemeinen Relativitätstheorie verwendet, die Vorzeichenkonvention {\displaystyle {(-,+,+,+)}} für den metrischen Tensor benutzt.

### Boyer-Lindquist-Koordinaten
Das Linienelement der Kerr-Raumzeit lautet in Boyer-Lindquist-Koordinaten und geometrisierten Einheiten, d. h. {\displaystyle G=c=1}:
{\displaystyle {\begin{alignedat}{3}{\mathrm {d} s}^{2}&=g_{\mu \nu }\mathrm {d} x^{\mu }\mathrm {d} x^{\nu }\\&=g_{tt}\mathrm {d} t^{2}&&+g_{rr}\mathrm {d} r^{2}+g_{\theta \theta }\mathrm {d} \theta ^{2}+g_{\phi \phi }\mathrm {d} \phi ^{2}&&&+2g_{t\phi }\mathrm {d} t\,\mathrm {d} \phi \\&=(\zeta -1)\mathrm {d} t^{2}&&+{\frac {\Sigma }{\Delta }}\mathrm {d} r^{2}+\Sigma \mathrm {d} \theta ^{2}+{\frac {\chi \sin ^{2}\theta }{\Sigma }}\mathrm {d} \phi ^{2}&&&-2a\zeta \sin ^{2}\theta \,\mathrm {d} t\,\mathrm {d} \phi \end{alignedat}}}
mit
- den kovarianten Koeffizienten

{\displaystyle {\begin{aligned}g_{tt}&=\zeta -1\\g_{rr}&={\frac {\Sigma }{\Delta }}\\g_{\theta \theta }&=\Sigma \\g_{\phi \phi }&={\frac {\chi \cdot \sin ^{2}\theta }{\Sigma }}\\g_{t\phi }&=-a\cdot \zeta \cdot \sin ^{2}\theta \end{aligned}}}
- den Hilfsgrößen bzw. Abkürzungen
  - Schwarzschild-Radius {\displaystyle r_{\mathrm {s} }=2\cdot M}
  - Kerr-Parameter {\displaystyle a=J/M}

{\displaystyle {\begin{aligned}\zeta &=r_{\mathrm {s} }\cdot r\cdot \Sigma \\\Sigma &=r^{2}+a^{2}\cdot \cos ^{2}\theta \\\Delta &=r^{2}+a^{2}-r_{\mathrm {s} }\cdot r\\\chi &=\left(r^{2}+a^{2}\right)^{2}-a^{2}\cdot \sin ^{2}\theta \cdot \Delta \end{aligned}}}
- den durch Matrixinvertierung erhaltenen kontravarianten Koeffizienten

{\displaystyle {\begin{aligned}g^{tt}&=-{\frac {\chi }{\Delta \cdot \Sigma }}\\g^{rr}&={\frac {\Delta }{\Sigma }}\\g^{\theta \theta }&={\frac {1}{\Sigma }}\\g^{\phi \phi }&={\frac {\Delta -a^{2}\cdot \sin ^{2}\theta }{\Delta \cdot \Sigma \cdot \sin ^{2}\theta }}\\g^{t\phi }&=-{\frac {a\zeta }{\Delta }}\end{aligned}}}
{\displaystyle M} ist die felderzeugende, gravitierende Masse inklusive der Rotationsenergie. Die irreduzible Masse {\displaystyle M_{\mathrm {ir} }} hängt mit dem Kerr-Parameter {\displaystyle a} und der gravitierenden Masse wie folgt zusammen
{\displaystyle {\begin{aligned}M&={\frac {2M_{\mathrm {ir} }^{2}}{\sqrt {4M_{\mathrm {ir} }^{2}-a^{2}}}}\Rightarrow M\geq M_{\mathrm {ir} },\ M\geq a\\\Rightarrow 2M_{\mathrm {ir} }^{2}&=M\left(M+{\sqrt {M^{2}-a^{2}}}\right)\end{aligned}}}
Der Rotationsenergie {\displaystyle E_{\mathrm {rot} }=M-M_{\mathrm {ir} }} kann in Übereinstimmung mit der Äquivalenz von Masse und Energie eine Masse zugeordnet werden.
Für den Fall einer verschwindenden Rotation ({\displaystyle a=0}) reduziert sich das obige Linienelement auf das Schwarzschild-Linienelement in Schwarzschild-Koordinaten.
Setzt man zusätzlich den Masseparameter auf Null ({\displaystyle M=0}), so reduziert sich das obige Linienelement auf das Linienelement der Minkowski-Raumzeit in Kugelkoordinaten.
Der D’Alembert-Operator lautet:
{\displaystyle {\begin{aligned}\partial ^{\mu }\partial _{\mu }&=g^{\mu \nu }\left({\frac {\partial }{\partial x^{\mu }}}\right){\frac {\partial }{\partial x^{\nu }}}\\&=g^{tt}\left({\frac {\partial }{\partial t}}\right)^{2}+g^{rr}\left({\frac {\partial }{\partial r}}\right)^{2}+g^{\theta \theta }\left({\frac {\partial }{\partial \theta }}\right)^{2}+g^{\phi \phi }\left({\frac {\partial }{\partial \phi }}\right)^{2}+2g^{t\phi }\,{\frac {\partial }{\partial \phi }}{\frac {\partial }{\partial t}}\end{aligned}}}

### Kerr-Koordinaten
In der Originalarbeit von R. Kerr wird die Metrik in zwei Koordinatensystemen angegeben.
Bei der ersten Form reduziert sich das Linienelement mit {\displaystyle a=0} auf das Linienelement der Schwarzschild-Metrik in Eddington-Finkelstein-Koordinaten.
Die nichtverschwindenden kovarianten metrischen Komponenten lauten:
{\displaystyle {\begin{aligned}g_{uu}&=\zeta -1\\g_{ur}&=1\\g_{u{\hat {\varphi }}}&=\zeta \cdot a\cdot \sin ^{2}\theta \\g_{r{\hat {\varphi }}}&=a\cdot \sin ^{2}\theta \\g_{\theta \theta }&=\Sigma \\g_{{\hat {\varphi }}{\hat {\varphi }}}&=\Sigma \cdot \sin ^{2}\theta +a^{2}\cdot (1+\zeta )\cdot \sin ^{4}\theta \end{aligned}}}
Die kontravarianten Komponenten ergeben sich durch Matrixinvertierung:
{\displaystyle {\begin{aligned}g^{uu}&={\frac {a^{2}\cdot \sin ^{2}\theta }{\Sigma }}\\g^{ur}&={\frac {r^{2}+a^{2}}{\Sigma }}\\g^{u{\hat {\varphi }}}&=-{\frac {a}{\Sigma }}\\g^{rr}&={\frac {r^{2}+a^{2}}{\Sigma }}-\zeta \\g^{r{\hat {\varphi }}}&=-{\frac {a}{\Sigma }}\\g^{\theta \theta }&={\frac {1}{\Sigma }}\\g^{{\hat {\varphi }}{\hat {\varphi }}}&=-{\frac {1}{\Sigma \cdot \sin ^{2}\theta }}\end{aligned}}}
Die radiale Koordinate {\displaystyle r} und der Polwinkel {\displaystyle \theta } sind identisch mit ihren Boyer-Lindquist-Pendants; die beiden anderen Koordinaten {\displaystyle t} und {\displaystyle \phi } unterscheiden sich von den Boyer-Lindquist-Pendants.
Der lokale Beobachter mit konstantem {\displaystyle u} und {\displaystyle {\hat {\varphi }}} befindet sich nicht auf einer festen Radialkoordinate, sondern fällt radial auf die zentrale Masse zu gemäß
{\displaystyle \mathrm {d} r/\mathrm {d} t=-{\frac {r_{\mathrm {s} }\cdot r\cdot \Delta }{\chi }}}
während er wie der lokale Boyer-Lindquist-Beobachter um die Symmetrieachse rotiert mit der Winkelgeschwindigkeit
{\displaystyle \mathrm {d} \phi /\mathrm {d} t={\frac {r_{\mathrm {s} }\cdot r\cdot a}{\chi }}}
So ein gedachter lokaler Beobachter wird in der Literatur auch zero angular momentum observer oder kurz ZAMO genannt. Siehe dazu auch weiter unten die Abschnitte Bahn von Testkörpern und #Mitbewegte Inertialsysteme.

### Kerr-Schild-Koordinaten
Die zweite Form des metrischen Tensors aus Kerrs Originalarbeit erhält man über folgende Koordinatentransformation:
{\displaystyle {\begin{aligned}x&=(r\cdot \cos {\hat {\varphi }}+a\cdot \sin {\hat {\varphi }})\cdot \sin \theta \\y&=(r\cdot \sin {\hat {\varphi }}-a\cdot \cos {\hat {\varphi }})\cdot \sin \theta \\z&=r\qquad \qquad \qquad \qquad \cdot \cos \theta \\{\hat {t}}&=u-r\end{aligned}}}
Diese Koordinaten werden in der Literatur auch als Kerr-Schild-Koordinaten bezeichnet. In diesen Koordinaten wird die Koordinatensingularität am Ereignishorizont vermieden.
Das Linienelement lautet:
{\displaystyle \mathrm {d} s^{2}=\mathrm {d} x^{2}+\mathrm {d} y^{2}+\mathrm {d} z^{2}-\mathrm {d} {\hat {t}}^{2}+{\frac {r_{\mathrm {s} }\ r^{3}}{r^{4}+a^{2}\ z^{2}}}\ \left(\mathrm {d} {\hat {t}}+{\frac {r\ (x\ \mathrm {d} x+y\ \mathrm {d} y)}{r^{2}+a^{2}}}+{\frac {a\ (y\ \mathrm {d} x-x\ \mathrm {d} y)}{r^{2}+a^{2}}}+{\frac {z\ \mathrm {d} z}{r}}\right)^{2}}
Aufgrund der verwendeten Koordinatentransformationen gilt die folgende Gleichung:
{\displaystyle x^{2}+y^{2}+z^{2}=r^{2}+a^{2}\cdot \left(1-({\tfrac {z}{r}})^{2}\right)}

## Bahn von Testkörpern
Für alle ab hier folgenden Gleichungen wird der metrische Tensor in Boyer-Lindquist-Koordinaten verwendet. Zusätzlich wird {\displaystyle M=1} gesetzt.
Körper, deren Masse so klein ist, dass das zugehörige Gravitationsfeld keinen wesentlichen Anteil zur Raumzeitgeometrie liefert, werden Testkörper genannt. Die kräftefreien Bewegungen dieser Testkörper im Gravitationsfeld des Schwarzen Loches entsprechen in guter Näherung denen von frei fallenden Beobachtern (FFO). Die zugehörigen Bahnen können mit Hilfe des hamiltonschen Prinzips und den daraus folgenden kanonischen Gleichungen oder den Geodätengleichungen beschrieben werden. Aus den kanonischen Gleichungen folgt, dass jede kovariante Komponente eines generalisierten Impulses immer dann konstant ist, wenn alle Komponenten des metrischen Tensors von der zugehörigen Koordinate unabhängig sind.
Für Testkörper mit einer invarianten Masse {\displaystyle \mu } ungleich Null gilt
{\displaystyle p^{\alpha }=\mu {\frac {dx^{\alpha }}{d\tau }}}.
Dabei ist der Parameter {\displaystyle \tau } gleich der Eigenzeit einer mit dem Testkörper mitgeführten Uhr. Die so berechneten vier Komponenten entsprechen dann genau den kontravarianten Komponenten des Viererimpulses des Testkörpers.
Für Testkörper mit verschwindender Masse wie Licht gilt hingegen
{\displaystyle p^{\alpha }={\frac {dx^{\alpha }}{d\lambda }}}
mit einem geeigneten affinen Bahnparameter {\displaystyle \lambda }, der so gewählt wird, dass die gewünschten Rand- oder Startbedingungen für die zu untersuchenden Lichtstrahlen gelten.
In beiden Fällen gilt ferner ohne Einschränkungen
{\displaystyle p_{\alpha }=g_{\alpha \beta }p^{\beta }}.
Bei der Kerr-Metrik sind nun alle Komponenten des metrischen Tensors nicht von der Zeit und der Koordinate {\displaystyle \phi } abhängig. Es gilt also:
{\displaystyle E=-p_{t}}
{\displaystyle L_{z}=p_{\phi }}
Dabei ist {\displaystyle E} die konstante Gesamtenergie des Testkörpers entlang der geodätischen Bahn um das Schwarze Loch. Sie setzt sich bei Testköpern mit Masse aus der kinetischen, der potentiellen und der Ruheenergie zusammen, bleibt entlang der geodätischen Bahn immer erhalten und ist damit eine Integrationskonstante. Ebenso führt die Rotationssymmetrie der Kerr-Raumzeit zur Erhaltung des Drehimpulses {\displaystyle L_{z}} des Testkörpers in Bezug auf die raumartige Symmetrieachse der Kerr-Metrik. Diese Symmetrieachse liegt parallel zum Drehimpuls des Schwarzen Loches.
Ferner gilt auch immer
{\displaystyle -\mu ^{2}=p^{\alpha }g_{\alpha \beta }p^{\beta }}.
Brandon Carter zeigte weiter über die Verwendung des Hamilton-Jacobi-Formalismus, dass es für die Bahnen von Testkörpern auch noch eine vierte Bewegungskonstante {\displaystyle Q} gibt. Diese Konstante wird in der Literatur als Carter-Konstante bezeichnet. Sie hängt mit der Energie und dem Drehimpuls des Testkörpers wie folgt zusammen:
{\displaystyle Q=p_{\theta }^{2}+\cos ^{2}\theta \left(a^{2}\left(\mu ^{2}-E^{2}\right)+{\frac {L_{z}^{2}}{\sin ^{2}\theta }}\right)}
Die vier Bewegungsgleichungen zweiter Ordnung (Geodätengleichung) enthalten einschließlich der invarianten Masse {\displaystyle \mu } des Testkörpers also insgesamt vier Integrationskonstanten und sind demnach einmal integrierbar. Die Bewegungsgleichungen können damit beispielsweise auf die folgende Form gebracht werden.
{\displaystyle {\begin{aligned}\Sigma {\frac {dr}{d\lambda }}&=\pm {\sqrt {R(r)}}\\\Sigma {\frac {d\theta }{d\lambda }}&=\pm {\sqrt {\Theta (\theta )}}\\\Sigma {\frac {d\phi }{d\lambda }}&=-\left(aE-{\frac {L_{z}}{\sin ^{2}\theta }}\right)+{\frac {a}{\Delta }}P(r)\\\Sigma {\frac {dt}{d\lambda }}&=-a\left(aE\sin ^{2}\theta -L_{z}\right)+{\frac {r^{2}+a^{2}}{\Delta }}P(r)\end{aligned}}}
mit:
{\displaystyle \Theta (\theta )=Q-\cos ^{2}\theta \left(a^{2}\left(\mu ^{2}-E^{2}\right)+{\frac {L_{z}^{2}}{\sin ^{2}\theta }}\right)}
{\displaystyle P(r)=E\left(r^{2}+a^{2}\right)-aL_{z}}
{\displaystyle R(r)=P(r)^{2}-\Delta \left(\mu ^{2}r^{2}+(L_{z}-aE)^{2}+Q\right)}
Aufgrund des Lense-Thirring-Effekts rotiert ein spezieller Beobachter mit konstantem {\displaystyle r}, konstantem {\displaystyle \theta } und verschwindendem Drehimpuls {\displaystyle L_{z}} mit einer festen Winkelgeschwindigkeit {\displaystyle \Omega } um das Schwarze Loch. Diese Winkelgeschwindigkeit kann in Abhängigkeit von der Koordinate {\displaystyle r} berechnet werden. Es gilt:
{\displaystyle \Omega ={\frac {d\phi }{dt}}=-{\frac {g_{t\phi }}{g_{\phi \phi }}}={\frac {r_{\mathrm {s} }\ a\ r}{\chi }}}
So ein Beobachter wird in der Literatur auch „zero-angular-momentum observer“ oder kurz „ZAMO“ genannt. Siehe dazu auch weiter unten den Abschnitt über mitbewegte Inertialsysteme.

### Numerische Berechnung der Bahnen

Prograde Bahn eines Testkörpers um ein rotierendes Schwarzes Loch mit

Retrograde Bahn bei einem Spinparameter von

Der Einfachheit halber verwendet man für numerische Berechnungen der Bahnen von Testkörpern für massebehaftete Testteilchen anstelle der Masse {\displaystyle \mu } einen auf eins normierten Parameter {\displaystyle \epsilon } und für masselose Teilchen wie Photonen {\displaystyle \epsilon =0}.
Mit den Bezeichnungen von oben gilt:
{\displaystyle p_{t}=-E}
{\displaystyle p_{r}=\Sigma \Delta ^{-1}{\dot {r}}}
{\displaystyle p_{\theta }=\Sigma {\dot {\Theta }}}
{\displaystyle p_{\phi }=L_{z}}
Diese Komponenten werden auch im Hamilton-Formalismus verwendet. Der Punkt über den Variablen steht im Fall eines massebehafteten Testkörpers für das Differenzieren nach der Eigenzeit {\displaystyle \tau } und im Fall eines masselosen Testteilchens nach dem affinen Parameter, der anstatt der Eigenzeit die im System der ZAMOs lokal aufintegrierte Strecke des Photons bezeichnet. Dabei ist {\displaystyle p_{\theta }} die polare {\displaystyle \theta }-, {\displaystyle p_{r}} die radiale {\displaystyle r}- und das konstante {\displaystyle p_{\phi }=L_{z}} die azimutale {\displaystyle \phi }-Komponente.
Da sich die Gleichungen des vorherigen Abschnittes nur bedingt für eine numerische Berechnung der Bahnen von Testkörpern eignen, verwendet man besser Gleichungen, die sich aus dem Hamilton-Formalismus ergeben. Mit den oben angegebenen Abkürzungen und Konstanten erhält man so ein System aus gewöhnlichen Differentialgleichungen erster Ordnung.
{\displaystyle {\dot {t}}=E+\left(2\ E\ r\ \left(a^{2}+r^{2}\right)-2\ a\ L_{z}\ r\right)\Delta ^{-1}\ \Sigma ^{-1}={\frac {\varsigma }{\sqrt {1-v^{2}}}}}
{\displaystyle {\dot {r}}=\Delta \ \Sigma ^{-1}\ p_{r}}
{\displaystyle {\dot {\theta }}=\Sigma ^{-1}\ p_{\theta }}
{\displaystyle {\dot {\phi }}=\left(2\ a\ E\ r+L_{z}\ \csc ^{2}\theta \ (\Sigma -2r)\right)\Delta ^{-1}\ \Sigma ^{-1}}
{\displaystyle {\dot {p}}_{t}=0}
{\displaystyle {\dot {p}}_{r}=\left((1-r)\left(\epsilon \ \left(a^{2}+r^{2}\right)+k\right)+2\ E^{2}\ r\left(a^{2}+r^{2}\right)-2\ a\ E\ L_{z}-\Delta \ \epsilon \ r\right)\Delta ^{-1}\ \Sigma ^{-1}-2\ p_{r}^{2}\ (r-1)\ \Sigma ^{-1}}
{\displaystyle {\dot {p}}_{\theta }=\sin \theta \ \cos \theta \left(L_{z}^{2}/\sin ^{4}\theta -a^{2}\left(E^{2}-\epsilon \right)\right)\ \Sigma ^{-1}}
{\displaystyle {\dot {p}}_{\phi }=0}
mit
{\displaystyle k=a^{2}\left(E^{2}-\epsilon \right)+L_{z}^{2}+Q.}
Längen werden in {\displaystyle GM/c^{2}}, Zeiten in {\displaystyle GM/c^{3}} und der Spinparameter in {\displaystyle a=Jc/(GM^{2})} gemessen. Die vier Konstanten der Bewegung sind wie bereits erwähnt {\displaystyle E,L_{z},Q} und {\displaystyle \epsilon }.
{\displaystyle Q} ist die nach ihrem Entdecker Brandon Carter benannte Carter-Konstante:
{\displaystyle Q=p_{\theta }^{2}+\cos ^{2}\theta \left(a^{2}(\mu ^{2}-E^{2})+{\frac {L_{z}^{2}}{\sin ^{2}\theta }}\right)=a^{2}\ (\mu ^{2}-E^{2})\ \sin ^{2}I+L_{z}^{2}\ \tan ^{2}I}
{\displaystyle I} ist der Bahnneigungswinkel des Testteilchens.
Energie und Drehimpuls können auch aus den Eigenzeitableitungen der Koordinaten oder der lokalen Geschwindigkeit gewonnen werden:
{\displaystyle E=\ -g_{tt}\ {\dot {t}}\ -\ g_{t\phi }\ {\dot {\phi }}=\left(1-{\frac {2r}{\Sigma }}\right){\dot {t}}+{\frac {2ar}{\Sigma }}{\dot {\phi }}\sin ^{2}\theta }
{\displaystyle L_{z}=g_{\phi \phi }\ {\dot {\phi }}\ +\ g_{t\phi }\ {\dot {t}}={\frac {\sin ^{2}\theta \ ({\dot {\phi }}\ \Delta \ \Sigma -2\ a\ E\ r)}{\Sigma -2\ r}}}
Im Fall eines massebehafteten Testpartikels erhält man die insgesamt zurückgelegte physikalische Wegstrecke mit dem Integral der Eigenzeit über die lokale 3er-Geschwindigkeit:
{\displaystyle \mathrm {d} {\bar {s}}=\mathrm {d} \tau \ \mathrm {d} v\ \gamma \ ,\ \ {\bar {s}}=\int _{0}^{\tau }v(\tau ')\ \gamma \,\mathrm {d} \tau '} mit dem Lorentzfaktor {\displaystyle \gamma =1/{\sqrt {(1-v^{2})}}={\dot {t}}/\varsigma }
Dabei sind {\displaystyle v^{r}}, {\displaystyle v^{\theta }} und {\displaystyle v^{\phi }} die Komponenten der lokalen 3er-Geschwindigkeit
{\displaystyle v={\sqrt {(v^{r})^{2}+(v^{\theta })^{2}+(v^{\phi })^{2}}}={\sqrt {(v^{x})^{2}+(v^{y})^{2}+(v^{z})^{2}}}}
entlang der jeweiligen Achsen, und es ergibt sich
{\displaystyle v={\sqrt {\frac {\chi (E-L_{z}\ \Omega )^{2}-\Delta \Sigma }{\chi (E-L_{z}\ \Omega )^{2}}}}={\frac {\sqrt {{\dot {t}}^{2}-\varsigma ^{2}}}{\dot {t}}}}.
Die lokale Geschwindigkeit {\displaystyle v} eines Testkörpers wird relativ zu dem korotierenden Beobachter (ZAMO) gemessen.
Die gravitative Zeitdilatation zwischen einem stationären ZAMO mit festem {\displaystyle r} und {\displaystyle \theta } und einem stationären Beobachter (Koordinatenbuchhalter), der sehr weit vom Schwarzen Loch entfernt ist, berechnet sich gemäß den definierenden Eigenschaften des ZAMO ({\displaystyle L_{z}={\dot {r}}={\dot {\theta }}=0}) zu:
{\displaystyle {\frac {\mathrm {d} t}{\mathrm {d} \tau }}={\sqrt {\frac {-g_{\phi \phi }}{g_{tt}g_{\phi \phi }-g_{t\phi }^{2}}}}}

## Mitbewegte Inertialsysteme

Korotation von lokal stationären Messbojen aufgrund des Inertial-Frame-Dragging-Effekts

Das Bezugssystem (frame) eines lokal drehimpulsfreien Beobachters ({\displaystyle L_{z}=0}), der in der Literatur auch zero angular momentum observer oder kurz „ZAMO“ genannt wird, rotiert in der Kerr-Raumzeit mit einer gewissen Winkelgeschwindigkeit {\displaystyle \Omega } um die i. A. ebenfalls rotierende Masse im Zentrum der Raumzeit; dieser Effekt wird auch Frame-dragging-Effekt genannt:
{\displaystyle \Omega ={\frac {{\rm {d}}\phi }{{\rm {d}}t}}=-{\frac {g_{t\phi }}{g_{\phi \phi }}}={\frac {r_{\mathrm {s} }\cdot a\cdot r}{\chi }}}
Die Winkelgeschwindigkeit entspricht der Ableitung der Winkelkoordinate {\displaystyle \phi } nach der Koordinatenzeit {\displaystyle t} eines relativ zu den Fixsternen stationären Beobachters, der sich in ausreichend großer Entfernung von der Masse befindet.
Da der ZAMO relativ zum ihn lokal umgebenden Raum ruht, nimmt die Beschreibung der lokalen physikalischen Vorgänge in seinem Bezugssystem die einfachste Gestalt an. So ist z. B. nur in seinem Bezugssystem die Geschwindigkeit eines ihn passierenden Lichtstrahls gleich 1, während sie im System eines relativ zu den Fixsternen stationären Beobachters aufgrund der gravitativen Zeitdilatation (s. u.) verlangsamt und aufgrund des Frame-Draggings im Betrag und in der Richtung verschoben wäre. Der ZAMO kann deshalb als lokale Messboje verwendet werden, relativ zu der die Geschwindigkeit {\displaystyle v} vor Ort bestimmt wird.
Die gravitative Zeitdilatation zwischen einem solchen mit {\displaystyle \Omega } mitbewegten und auf fixem {\displaystyle r} sitzenden Beobachter und einem weit entfernten Beobachter beträgt
{\displaystyle \varsigma ={\frac {\mathrm {d} t}{\mathrm {d} \tau }}={\sqrt {g^{tt}}}}.
Die radiale lokale Fluchtgeschwindigkeit {\displaystyle v_{\mathrm {esc} }} ergibt sich damit über
{\displaystyle \varsigma ={\frac {1}{\sqrt {1-v_{\mathrm {esc} }^{2}}}}\ \Leftrightarrow \ v_{\mathrm {esc} }={\frac {\sqrt {\varsigma ^{2}-1}}{\varsigma }}}.
Für einen Testkörper mit {\displaystyle E=1,\ L=0} ergibt sich {\displaystyle v^{r}=v_{\mathrm {esc} }}, d. h., er entkommt der Masse mit der exakten Fluchtgeschwindigkeit.

## Kreisbahnen

Pro- und retrograde Kreisbahngeschwindigkeit als Funktion von und

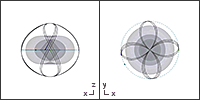
Photonenorbit auf r°_{⊥} = (1+√2) GM/c² bei einem lokalen Inklinationswinkel von 90° Wegen der Verdrehung der Raumzeit führt das Photon trotz verschwindenden axialen Drehimpulses eine Bewegung entlang der -Achse aus. Das führt dazu, dass von weitem eine Bahnneigung von 61° gemessen wird.

Ein rotierendes Schwarzes Loch hat 2 Radien, zwischen denen Photonenorbits aller denkbaren Inklinationswinkel möglich sind. In dieser Animation werden alle Photonenorbits für gezeigt.

Die pro- und retrograde Kreisbahngeschwindigkeit (relativ zum ZAMO) ergibt sich, indem
{\displaystyle {\dot {p}}_{r}=v^{r}=v^{\theta }=0\ ,\ \ \theta =\pi /2\ ,\ \ v=v^{\phi }\ ,\ \ {\bar {a}}=a/M\ ,\ \ {\bar {r}}=r/M}
gesetzt und nach {\displaystyle v^{\phi }} aufgelöst wird. Damit ergibt sich als Lösung
{\displaystyle v_{\pm }^{\circ }={\frac {{\bar {a}}^{2}\mp 2{\bar {a}}{\sqrt {\bar {r}}}+{\bar {r}}^{2}}{{\sqrt {{\bar {a}}^{2}+({\bar {r}}-2)r}}\left({\bar {a}}\pm {\bar {r}}^{3/2}\right)}}}
für die prograde (+) und retrograde (−) Kreisbahngeschwindigkeit.
Für Photonen mit {\displaystyle v=1,\ \mu =0} ergibt sich daher
{\displaystyle r_{\pm }^{\circ }=r_{\mathrm {s} }\cdot \left(\cos \left({\frac {2}{3}}\cdot \cos ^{-1}(\mp {\bar {a}})\right)+1\right)}
für den pro- und retrograden Photonenkreisradius in Boyer-Lindquist-Koordinaten.
Für ein Photon mit verschwindendem axialen Drehimpuls, also einem lokalen Inkliniationswinkel von 90°, ergibt sich ein geschlossener Orbit auf
{\displaystyle r_{\perp }^{\circ }=r_{\mathrm {s} }\cdot {\sqrt {1-{\frac {{\bar {a}}^{3}}{3}}}}\cdot \cos \left({\frac {1}{3}}\cdot \cos ^{-1}\left({\frac {1-{\bar {a}}^{2}}{\left(1-{\frac {{\bar {a}}^{2}}{3}}\right)^{3/2}}}\right)\right)+{\frac {r_{\mathrm {s} }}{2}}.}
Zwischen {\displaystyle r_{+}^{\circ }} und {\displaystyle r_{-}^{\circ }} sind Photonenorbits aller denkbaren Bahnneigungswinkel zwischen ±180° (retrograd) und 0° (prograd) möglich. Da alle Photonenorbits einen konstanten Boyer-Lindquist-Radius haben, kann der zum jeweiligen {\displaystyle a} und {\displaystyle r} passende Inklinationswinkel gefunden werden, indem die radiale Impulsableitung {\displaystyle {\dot {p}}_{r}} wie oben auf 0, der initiale Breitengrad {\displaystyle \theta _{0}} auf den Äquator gesetzt und nach {\displaystyle v^{\phi }} aufgelöst wird.
Für Photonenorbits auf {\displaystyle r=3M} ergibt sich außerdem für alle {\displaystyle a} ein aus der Ferne beobachteter äquatorialer Inklinationswinkel von 90°. Der lokale Inklinationswinkel relativ zu einem mitrotierenden Beobachter vor Ort (ZAMO) ist höher (der axiale Drehimpuls ist dann negativ), wird aber aufgrund des Frame-Dragging-Effekts kompensiert. Im Schwarzschild-Limit mit {\displaystyle a=0} fallen die Photonenobits aller Bahnneigungswinkel auf {\displaystyle r^{\circ }=3M} und bilden die kugelschalenförmige Photonensphäre.
Im extremen Fall von {\displaystyle a=M} würden sich auf {\displaystyle r=M} sowohl äquatoriale Photonenkreisbahnen mit {\displaystyle v_{+}^{\circ }=1} als auch gleichzeitig Partikelkreisorbits mit {\displaystyle v_{+}^{\circ }=1/2} ergeben. Der Grund dafür ist, dass die vom Zentrum ausgehenden Kreise auf der radialen Koordinate denselben Wert einnehmen können, während sie in der euklidischen Einbettung auch einen unendlichen Abstand zueinander haben können, wenn sie wie im Fall von {\displaystyle a=M} den gleichen lokalen Umfang {\displaystyle 2\pi {\bar {R}}} einnehmen.

## Umfangs- und Flächenformeln
Durch die nichteuklidische Geometrie ergibt sich als Umfang nicht {\displaystyle U=2\pi \ r}, sondern:
- in axialer Richtung

{\displaystyle U_{\phi }=\int _{0}^{2\pi }{\sqrt {|g_{\phi \phi }|}}\ \mathrm {d} \phi =2\pi {\bar {R}}}
mit
- dem axialen Radius der Gyration

{\displaystyle {\bar {R}}={\sqrt {|g_{\phi \phi }|}}={\sqrt {\frac {\chi }{\Sigma }}}\ \sin \theta ,}
der am äußeren Ereignishorizont ({\displaystyle r=r_{\text{H}}^{+}}) auf der Äquatorebene ({\displaystyle \theta ={\tfrac {\pi }{2}}\Rightarrow \sin \theta =1,\cos \theta =0}) für alle {\displaystyle a} mit dem Schwarzschildradius {\displaystyle r_{\mathrm {s} }} zusammenfällt 
- dem Polarwinkel {\displaystyle \theta } (Nullpunkt am Nordpol)
- {\displaystyle \chi =\left(a^{2}+r^{2}\right)^{2}-a^{2}\cdot \sin ^{2}\theta \cdot \Delta }
  - {\displaystyle \Delta =a^{2}+r^{2}-2\ r}
  - dem radialen Abstand {\displaystyle r} vom Schwerpunkt der Masse

- {\displaystyle \Sigma =a^{2}\cdot \cos ^{2}\theta +r^{2}}

- in polodialer Richtung:

{\displaystyle U_{\theta }=\int _{0}^{2\pi }{\sqrt {|g_{\theta \theta }|}}\ \mathrm {d} \theta =4{\sqrt {a^{2}+r^{2}}}\cdot \xi \left({\frac {a^{2}}{a^{2}+r^{2}}}\right)},
wobei die Funktion {\displaystyle \xi } das elliptische Integral 2. Art bezeichnet.
Die Oberfläche des Ereignishorizonts ist nicht gleich {\displaystyle 4\pi \cdot r_{\text{H}}^{2}}, sondern
{\displaystyle A_{\mathrm {H} }=\int _{0}^{\pi }2\pi {\bar {R}}\ {\sqrt {\Sigma }}\,\mathrm {d} \theta =8\pi M\cdot r_{\text{H}}=4\pi \cdot r_{\text{H}}\cdot r_{s}}

## Sonstiges
2022 gelang Sergiu Klainerman, Jérémie Szeftel und Elena Giorgi der mathematische Beweis der Stabilität der Kerr-Lösung gegen kleine Störungen bei schwach rotierenden Schwarzen Löchern.